# Zygothrica palpipoeyi
Zygothrica palpipoeyi är en tvåvingeart som beskrevs av Burla 1956. Zygothrica palpipoeyi ingår i släktet Zygothrica och familjen daggflugor. Inga underarter finns listade i Catalogue of Life.